# Caradrina distincta
Caradrina distincta är en fjärilsart som beskrevs av Barnes 1928. Caradrina distincta ingår i släktet Caradrina och familjen nattflyn. Inga underarter finns listade i Catalogue of Life.